# WWE ECW
WWE ECW, auch bekannt als ECW on Sci-Fi, ECW on Syfy oder einfach ECW, ist eine ehemalige US-amerikanische Wrestling-Show, die von der WWE produziert wurde. Sie basierte auf der Promotion Extreme Championship Wrestling und war das dritte WWE-Brand neben Raw und SmackDown. Die Show debütierte am 13. Juni 2006 auf Sci Fi in den USA und lief fast vier Jahre lang, bis sie am 16. Februar 2010 durch NXT ersetzt wurde.

## Geschichte

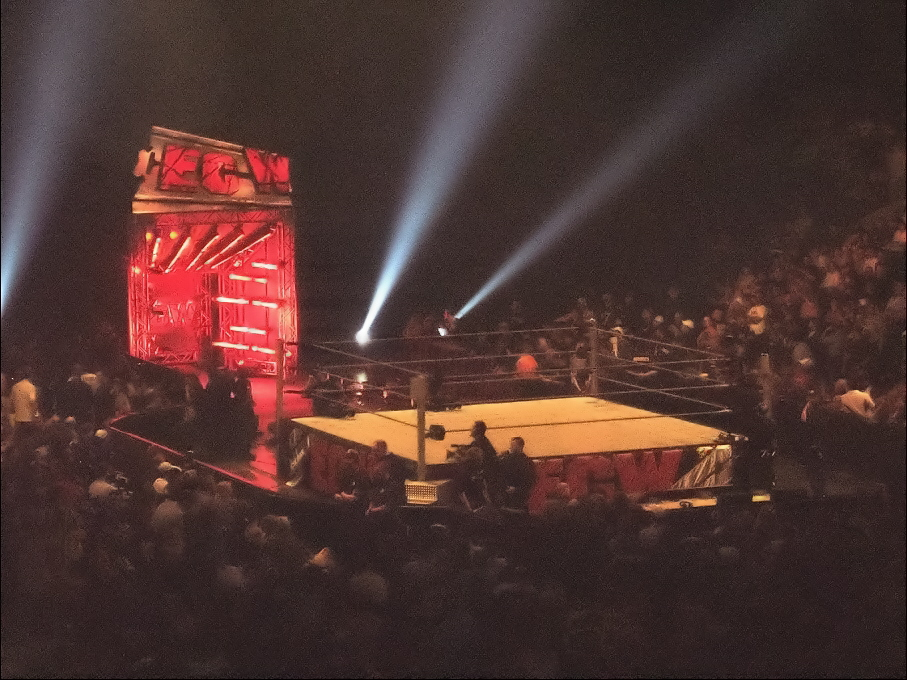
Das erste ECW Set (2006–2008)

Nachdem der frühere ECW-Superstar Rob Van Dam bei Vince McMahon durchsetzen konnte, eine einmalige Wrestlingshow zu veranstalten, bei der nur ehemalige ECW-Angehörige gegeneinander antreten sollten, fand am 12. Juni 2005 in New York der „ECW One Night Stand“ statt. Eigentlicher Main Event war, als die versammelten Ex-ECWler die Kader der anwesenden TV-Formate RAW und SmackDown! besiegen durften.
Bereits ein Jahr später, am 11. Juni 2006, fand erneut in New York ein zweiter „ECW One Night Stand“ statt, bei dem diesmal alle Kader gegeneinander antreten durften. Aufgrund der breiten Fanbasis der ehemaligen ECW startete World Wrestling Entertainment nur zwei Tage später eine dritte Show namens „Extreme Championship Wrestling“ mit eigenem Roster („Brand“).
Die Sendungen, die der SciFi-Channel wöchentlich ausstrahlte, wurden jeweils direkt vor SmackDown! aufgezeichnet. In den Internationalen Märkten ersetzte die ECW-Show in vielen Ländern „WWE Velocity“. In Deutschland war die ECW auf dem Premiere Sport Portal zu sehen. Anfänglich wurden nur 12 bis 14 Folgen eingeplant, um so das neue WWE-Produkt bei den Wrestling-Fans zu testen. Die erste Ausstrahlung von „ECW on Sci-Fi“ erreichte in den USA eine Einschaltquote von 2,8 (über 3 Millionen Zuschauer), was als großer Erfolg gewertet wurde. Bereits im Dezember 2006 wurde die erste ECW-Großveranstaltung namens December to Dismember veranstaltet, die auf einer früheren Version der Ur-ECW beruhte. Doch mangels TV-Einschaltquoten blieb es bei diesem einmaligen Versuch.
Gebucht wurden die Shows unter anderem von Paul Heyman und David Lagana (ehemaliger Smackdown Head Writer), doch ist davon auszugehen, dass der Ausführende WWE-TV-Produzent Kevin Dunn bei der Produktion einen großen Einfluss hatte. Das Roster setzte sich 2006 noch vorwiegend aus Wrestlern der ehemaligen ECW wie Rob Van Dam, Sabu oder The Sandman und einer übersichtlichen Anzahl an ECW-Neulingen wie Big Show, Kurt Angle und Test zusammen. Im Verlauf der Zeit bis Mitte 2007 nahm sowohl die Anzahl der Wrestler insgesamt als auch die Anzahl der Wrestler der „alten“ ECW ab. Mitte 2008 wurden mit Stevie Richards, Nunzio, und Balls Mahoney weitere „ECW-Urgesteine“ entlassen, sodass schließlich mit Tommy Dreamer nur ein Aktiver in der WWE verblieb, der bereits vor 2001 in der ECW beschäftigt war.
Im Sommer 2007 wurde der „ECW One Night Stand“ in „ECW One Night Stand – Extreme Rules“ und 2009 in „WWE Extreme Rules“ umbenannt.
Seit der Aufstellung im Sommer 2006 musste das ECW-Roster allerdings verschiedene Schicksalsschläge in Kauf nehmen, durch die eine konstante Entwicklung erheblich behindert wurde. Hierzu zählen insbesondere ein Drogenskandal um Rob Van Dam und Sabu, die Beurlaubung Paul Heymans, das vorläufige Karriereende von Big Show, die Familientragödie um den gerade zum ECW-Brand gedrafteten Chris Benoit, sowie zahlreiche Entlassungen von Wrestlern aufgrund von Unstimmigkeiten mit der WWE. Auch die kurzzeitigen und bedeutungslosen Wiederaufbauphasen von The Great Khali und Snitsky sind an dieser Stelle zu erwähnen. Mitte 2007 konnte das ECW-Roster erstmals an Konstanz gewinnen, wobei insbesondere CM Punk, Boogeyman, Big Daddy V und John Morrison als Top-Stars fungierten.

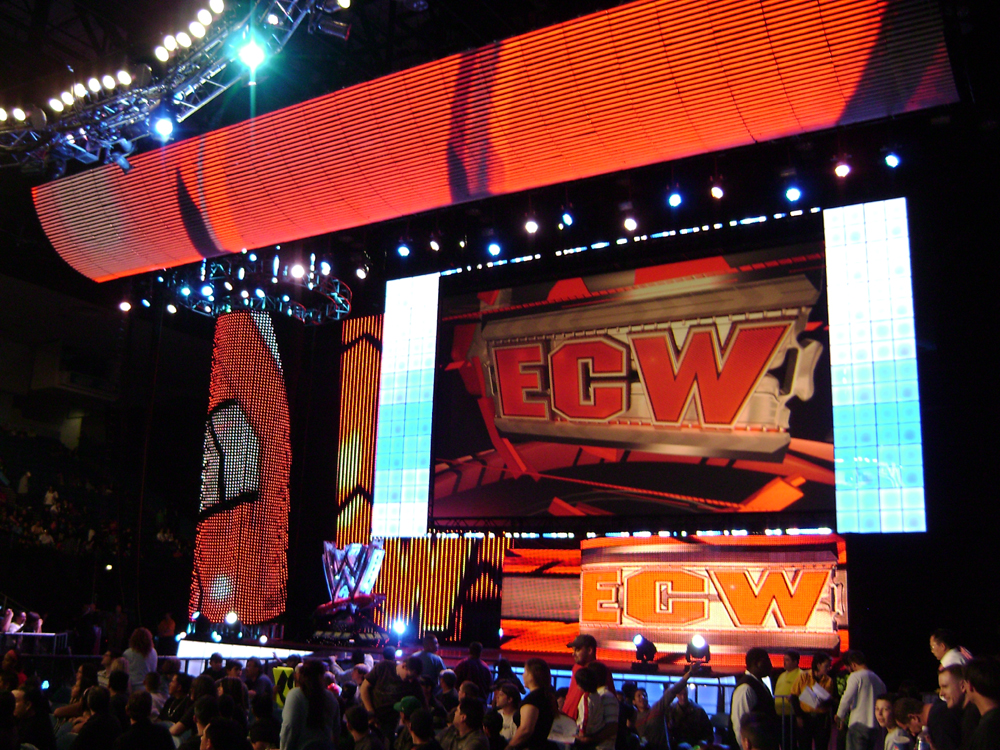
Das ECW HD-Set (2008–2010)

Um ECW im Vergleich zu den anderen WWE-Wochenshows zu stärken, sollte vor den Kameras ein General Manager als starker Mann fungieren. Diese Rolle wurde zunächst Armando Estrada zugesprochen, der sich zuvor als Manager von Umaga bei RAW einen Namen gemacht hatte. Am 3. Juni 2008 löste ihn Theodore Long ab, der wiederum im April 2009 von seiner „Assistentin“ Tiffany ersetzt wurde, um selbst als General Manager bei SmackDown! eingesetzt werden zu können.
Zunächst bildeten der ehemalige SmackDown!-Kommentator und mehrfache ECW World Heavyweight Champion Tazz und Joey Styles das Kommentatorenteam. Im April 2008 trat Styles von seiner Position zurück und wurde kurzzeitig von Mike Adamle ersetzt. Mitte 2008 wechselte Tazz zurück zu SmackDown. Danach kommentierten Matt Striker und Todd Grisham. Da Tazz jedoch im April 2009 seinen Vertrag mit World Wrestling Entertainment auslaufen ließ und im Anschluss daran die Promotion verließ, wechselte Todd Grisham zu SmackDown. Dessen Stelle als Kommentator nahm dann Josh Mathews ein. Später folgte Striker Grisham zu SmackDown und Byron Saxton kommentierte ab November 2009 mit Mathews.
Am 2. Februar 2010 gab der WWE-Präsident Vince McMahon bekannt, dass ECW am 23. Februar 2010 vom neuen TV-Format WWE NXT abgelöst wird. Die letzte TV-Ausstrahlung fand am 16. Februar 2010 statt und der letzte ECW Champion war Ezekiel Jackson. Nach der Ausstrahlung wurden der ECW-Brand und der dazugehörige Titel noch am gleichen Tag eingestellt.